# بین کپیتال

ساختمان مرکزی بین کپیتال

بِین کپیتال (به انگلیسی: Bain Capital) شرکت خدمات مالی آمریکایی است، که در زمینه مبادلات سهام اختصاصی و ارائه خدمات مدیریت سرمایه‌گذاری، سرمایه‌گذاری‌های خطرپذیر، مدیریت صندوق‌های سرمایه‌گذاری و مدیریت ثروت فعالیت می‌نماید.
شرکت بین کپیتال در سال ۱۹۸۴ توسط بیل بین، جان هالپرن، اریک کریس و میت رامنی راه‌اندازی شد و در سال ۲۰۱۲ سرمایه در گردش آن بیش از ۶۶ میلیارد دلار برآورد گردید. این شرکت همچنین دارای سهام و سرمایه‌گذاری در صدها شرکت می‌باشد، که برای نمونه می‌توان به: برگر کینگ، دابل‌کلیک، دومینوز پیتزا، دانکین دوناتس و وارنر میوزیک گروپ اشاره کرد.
دفتر مرکزی شرکت بین کپیتال در شهر بوستون، ماساچوست، ایالات متحده آمریکا قرار دارد و دفاتر عملیاتی و بین‌المللی آن نیز، در شهرهای لندن، پالو آلتو، کالیفرنیا، شیکاگو، بمبئی، شانگهای، هنگ کنگ، مونیخ، لوکزامبورگ و توکیو مستقر می‌باشند.